# Nazionale femminile di pallacanestro dell'Austria
La nazionale femminile di pallacanestro dell'Austria è la selezione delle migliori giocatrici di pallacanestro di nazionalità austriaca e rappresenta l'Austria nelle competizioni internazionali femminili di pallacanestro organizzate dalla FIBA. È gestita dalla Österreichischer Basketball Verband.

## Storia
La squadra femminile non ha mai partecipato né ad Olimpiadi né ai Campionati Mondiali. Ha partecipato a 7 edizioni dei Campionati Europei.

## Piazzamenti

### Campionati europei
- 1950 - 10°
- 1952 - 9°
- 1954 - 8°
- 1956 - 8°

- 1958 - 8°
- 1970 - 10°
- 1972 - 12°

## Formazioni

### Europei
Campionato europeo femminile di pallacanestro 19503 H. Ivan, 4 Zoufaly, 5 A. Ivan, 6 Lechner, 7 Dambock, 8 Bruckler, 9 Priborska, 10 Czech, 13 Hantschel, 15 Kronenbitter, 16 Bohmann, 17 Zaloudek, 18 Ganglberger,        All. -
Campionato europeo femminile di pallacanestro 19523 Ivan, 4 Hantschel, 5 Vsudybyl, 6 Pass, 8 Dambock, 9 Girtsenberger, 10 Pitsch, 13 Vahra, 14 Unzeitig, 15 Krappel, 16 Bohmann, 17 Buzik, 19 Kuhas,        All. -
Campionato europeo femminile di pallacanestro 19543 Hantschel, 4 Sundermaann, 5 Pass, 6 Riehs, 7 Prunkl, 8 Buzik, 9 Krappel, 10 Prokupek, 11 Vahra, 12 Kuhas, 13 Cech, 14 Mandelburger, 15 Knesz, 16 Pfeffeer,        All. -
Campionato europeo femminile di pallacanestro 19563 Jagsch, 4 Hantschel, 5 Berger, 6 Pfeffer, 7 Prunkl, 8 Buzik, 9 Krainhofner, 10 Foltinek, 11 Fuchs, 12 Vsudybyl, 13 Krappel, 14 Dluchosch, 15 Haselbacher, 16 Sundermaann,        All. -
Campionato europeo femminile di pallacanestro 19583 Jagsch, 4 Hantschel, 5 Lange, 6 Pfeffer, 7 Prunkl, 8 Buzik, 9 Neumeyer, 10 Fuchs, 11 Bucher, 12 Horler, 13 Krainhofner, 14 Dluchosch,        All. -
Campionato europeo femminile di pallacanestro 19704 Ebner, 5 Aichhorn, 6 Pany, 7 Bilik, 8 Zwiebler, 9 Puschner, 10 Schindler, 11 Zinner, 12 Groblshegg, 13 Vosika, 14 Pohn, 15 Weninger,        All. -
Campionato europeo femminile di pallacanestro 19724 Suchanek, 5 Aichhorn, 6 Pany, 7 Bilik, 8 Groblshegg, 9 Puschner, 10 Schindler, 11 Zinner, 12 Ptacnik, 13 Trmal, 14 Mayrhofer, 15 Weninger,        All. -

### Europei dei piccoli stati
Campionato europeo FIBA dei piccoli stati Women 20124 Horti, 5 Bachler, 6 Podoschek, 7 Schicher, 8 Schwab, 9 Breuer, 10 Takács, 11 Suritsch, 12 Kampitsch, 13 Plank, 14 Köppl, 15 Forcher,        All. Mike Kress
Campionato europeo FIBA dei piccoli stati Women 20144 de Leeuw, 5 Bachler, 6 Kampitsch, 7 Jurhar, 8 Fuchs-Robetin, 9 Koizar, 10 Takács, 11 Kadenski, 12 Pöcksteiner, 13 Plank, 14 Köppl, 15 Schicher,        All. Mike Kress

## Nazionali giovanili
- Selezioni giovanili della nazionale femminile di pallacanestro dell'Austria